# اوکسن‌هاوزن
شهر اوکسن‌هاوزن (به آلمانی: Ochsenhausen) در ایالت بادن-وورتمبرگ در کشور آلمان واقع شده‌است.